# Sainte-Victoire-de-Sorel
Sainte-Victoire-de-Sorel är en kommun i provinsen Québec i Kanada. Den ligger i regionen Montérégie, i den sydöstra delen av landet, 210 km öster om huvudstaden Ottawa.